# Cisco Call Manager
Cisco Unified Communications Manager (CUCM), antes Cisco Unified CallManager y Cisco CallManager (CCM), es un software basado en un sistema de tratamiento de llamadas y telefonía sobre IP, desarrollado por Cisco Systems. 
CUCM rastrea todos los componentes VoIP activos en la red; esto incluye teléfonos, gateways, puentes para conferencia, recursos para transcodificación, y sistemas de mensajería de voz, entre otros. CallManager a menudo utiliza el SCCP (Skinny) como un protocolo de comunicaciones para la señalización de parámetros de hardware del sistema, tales como teléfonos IP. H.323, Media Gateway Control Protocol o SIP son usados para endosar la señalización de las llamadas a los gateways.

## Historia

### 1994 Multimedia Manager
El producto inició su vida en 1994 como un producto Selsius Systems denominado Multimedia Manager 1.0. El producto Multimedia Manager fue diseñado para ser el controlador de señalización for a point-to-point video solution. Originalmente fue desarrollado para una plataforma HP-UX usando el SDL-88 programming language, pero más tarde fue portado a la plataforma Windows NT 3.51.

### 1997 Selsius-CallManager 1.0
En 1997, fue renombrado Selsius-CallManager y cambió de una solución de conferencia de vídeo a un sistema diseñado para enrutar llamadas de voz sobre una red IP (VoIP). Fue durante este tiempo que el soporte para el SCCP y Skinny Gateway Control Protocol (SGCP) fueron añadidos.

### 1998 Selsius-CallManager 2.0.1
Para 1998 Selsius-CallManager 2.0 fue lanzado. Selsius Systems fue, poco después durante ese mismo año, adquirido por Cisco Systems, Inc.

### 2000 Cisco CallManager 3.0
CallManager sufrió un gran rediseño y un gran esfuerzo de ingeniería hizo posible la escalabilidad y redundancia para el software. La agrupación de servidores (Clustering) se presenta en este momento y el nuevo soporte para MGCP ha sido añadido.

### 2001 Cisco CallManager 3.1
Esta actualización de CallManager fue construida fuera de la versión 3.0. Esta versión apoya más dispositivos de puerta de enlace, teléfono IP y añade más mejoras y características. Las siguientes funciones y mejoras fueron introducidas en la versión 3.1.
- Música en espera (MOH)
- Soporte para interfaces digitales en gateways MGCP
- Se añade soporte para aplicaciones XML y HTML en Teléfonos IP Cisco
- Movilidad de extensión
- Preservación de llamadas entre teléfonos IP y gateways MGCP
- TAPI (Telefonía interfaz de programación de aplicaciones, por sus siglas en inglés) es introducida.[2]

### 2002 Cisco CallManager 3.3
Construido sobre la versión anterior, en [2002] Cisco añadió aún más mejoras a la versión 3.3. Muchas correcciones de errores fueron introducidas también. Algunas de las mejoras fueron.
- Soporte para QSIG
- IP Manager/Asistente (IPMA) es introducido
- Escalabilidad a 30 000 teléfonos por clúster
- Se mejoró las características y el soporte en H.323
- Soporte para múltiples gatekeepers H.323
- Configurable tonos de llamada en espera
- Muchas correcciones de errores

### 2004 Cisco CallManager 4.0
En 2004, Cisco hizo una liberación a gran escala con CallManager 4.0. Los clientes se mostraron complacidos con una gran cantidad de nuevas características. Anteriormente, los teléfonos IP se limitan a solamente 2 llamadas por cualquier línea de aparición. Esta advertencia se eliminó y los teléfonos IP ahora tienen un máximo de usuario configurable (hasta 200) para el número de llamadas por línea apariencia.
Algunas nuevas características y mejoras durante este añadido fueron:
- Hunt group
- Identificador de llamadas maliciosas
- Desvío inmediato
- Privacidad para líneas compartidas
- Call barge
- Seguridad mejorada con cifrado de media entre teléfonos
- Administración Multinivel (MLA), esto permite delegar la administración
- Transferencia directa de un usuario para seleccionar dos llamadas desde la misma línea y conectarse juntos
- Unión de llamadas le permite a los usuarios seleccionar varias llamadas de una línea y conferenciarlas todas juntas
- Otras características añadidas a QSIG
- Muchas correcciones de errores

Esta versión (al igual que todas las versiones de CallManager basadas en Windows 2000 (4.0, 4.1 and 4.2) está en su fin de ciclo de vida (el anuncio se hizo el 15 de noviembre de 2007, con una finalización de venta en mayo de 2008).

### 2004 Cisco CallManager 4.1
Poco después del lanzamiento de la versión 4.0, Cisco lanzó una pequeña actualización a 4.1. Esta versión se enfocó en mejorar la estabilidad y soporte de, incluso más, características. Algunas herramientas de utilidad fueron agregadas también. Adicionalmente, algunas de las nuevas características de CCM 4.0 incluían mejoras en llamadas de conferencia, enhanced Client Matter Code (CMC) and Forced Account Code (FAC), Multilevel Precedence and Preemption (MLPP) and Malicious Call Identification (MCID). CallManager 4.1 también mejora la capacidad de cifrado que introdujo CallManager 4.0. Al usar Cisco Phones 7940/7960/7970 o 7971 es ahora posible cifrar señales así como voice traffic itself.

### 2006 Cisco Unified CallManager Version 5.0
Mejoras en SIP, cambios en el licenciamiento y se aumenta la lista de idiomas soportados, entre otras mejoras sobre versiones anteriores.

### 2006 a 2012
Varias versiones fueron liberadas entre el año 2006 y el 2012:
- Cisco Unified CallManager Version 5.1
- Cisco Unified Communications Manager Version 6.0
- Cisco Unified Communications Manager Version 6.1
- Cisco Unified Communications Manager Version 7.0
- Cisco Unified Communications Manager Version 7.1
- Cisco Unified Communications Manager Version 8.0
- Cisco Unified Communications Manager Version 8.5
- Cisco Unified Communications Manager Version 8.6
- Cisco Unified Communications Manager Version 9.0
- Cisco Unified Communications Manager Version 9.6

### 2012 Cisco Unified Communications Manager Version 10.0
Esta versión cambio el tipo de licenciamiento y los controladores se virtualizaban sobre servidores, que están basado en Linux.

## Funcionamiento
UCM evalúa números llamados y activa los eventos del Gateway para recibir o enviar llamadas a la PSTN.
El Cisco CallManager está instalado en cada MCS ( Media Convergence Server) o Servidor cisco aprobado. Por lo general, múltiples (hasta doce) MCS se agrupan para procesamiento de llamadas distribuidas y tolerancia a fallos.

## Administración y configuración
La administración de CUCM es facilitada gracias al sistema de Provisioning, como es el caso de TiM (Telephone Interface Communications Manager). Estos programas apoyan y automatizan trabajos repetitivos, los que apoyan directamente al Departamento de Informática. No solamente gracias al provisionamiento se mejora la eficiencia del CUCM, sino que también se añaden funcionalidades. Con la ayuda de TiM, el CUCM se amplia a las siguientes características:
- Capacidad de Multiclientes multi-client
- Sistema sofisticado de derechos
- Capacidad de clúster
- Uso de forma redundante
- Wizards/Asistentes para solucionar procesos repetitivos
- TemplateEngine para ajustes repetitivos
- Superficies multilingües y ergonómicas